# Clarín
Clarín är Argentinas största morgontidning och en av världens största morgontidningar på spanska, med en upplaga på 400 000 exemplar på vardagar och 800 000 på söndagar.

## Historia
Tidningen grundades 1945, och tack vare sina populära annonsbilagor (med platsannonser, köp & sälj, bostadsmarknad och orubricerade) blev den 1965 landets både största och lönsammaste tidning.
Sedan 1990-talet är tidningen den viktigaste beståndsdelen i en mediagrupp som dessutom äger en av landets viktigaste TV-kanalerna, en mycket populär radiostation, en kabel-TV distributör, den mest sålda idrottstidningen samt flera andra tidningar, TV-kanaler och radiostationer. De senaste åren har tidningen hamnat på kollisionskurs med den argentinska regeringen, vilken anklagar tidningsledningen för att driva en politisk kampanj mot regeringen under Néstor Kirchner och Cristina Fernández de Kirchner.